# Индия на летних Олимпийских играх 1996
Индия принимала участие в Летних Олимпийских играх 1996 года в Атланте (США) в девятнадцатый раз за свою историю, и завоевала одну бронзовую медаль.

## 03!Бронза
- Теннис, мужчины, одиночный разряд — Леандер Адриан Паес.

## Результаты соревнований

### Лёгкая атлетика
| Дисциплина    | Спортсмен                                               | Предварительный раунд | Предварительный раунд | Полуфиналы | Полуфиналы | Финал     | Финал |
| Дисциплина    | Спортсмен                                               | Результат             | Место                 | Результат  | Место      | Результат | Место |
| ------------- | ------------------------------------------------------- | --------------------- | --------------------- | ---------- | ---------- | --------- | ----- |
| метание диска | Шакти Сингх                                             | 56,58 м               | 30                    | —          | —          | —         | —     |
| 1500 м        | Бахадур Прасад                                          | 53,41                 | 43                    | —          | —          | —         | —     |
| 4×400 м       | Роза Кутти Шаини Уилсон К. М. Бинамол Джотирмайи Сикдар | дисквалифицированы    | дисквалифицированы    | —          | —          | —         | —     |

### Теннис
Мужчины
| Соревнование     | Спортсмены                 | 1/32 финала                    | 1/16 финала                     | 1/8 финала                             | 1/4 финала              | Полуфинал               | Финал                          | Место |
| Соревнование     | Спортсмены                 | Соперник Результат             | Соперник Результат              | Соперник Результат                     | Соперник Результат      | Соперник Результат      | Соперник Результат             | Место |
| ---------------- | -------------------------- | ------------------------------ | ------------------------------- | -------------------------------------- | ----------------------- | ----------------------- | ------------------------------ | ----- |
| одиночный разряд | Леандер Паес               | Ренеберг (USA) В 6:7, 7:6, 1:0 | Перейра (VEN) В 6:2, 6:3        | Энквист (SWE) В 7:5, 7:6               | Фурлан (ITA) В 6:1, 7:5 | Агасси (USA) П 6:7, 3:6 | Мелигени (BRA) В 3:6, 6:2, 6:4 | 3     |
| парный разряд    | Махеш Бхупати Леандер Паес | Не проводится                  | Пань / Ся (CHN) В 4:6, 6:4, 6:4 | Вудфорд / Вудбридж (AUS) П 6:4 2:6 2:6 | Завершили выступление   | Завершили выступление   | Завершили выступление          | 9     |